# Morcellatore
Il morcellatore è uno strumento chirurgico utilizzato per rimuovere masse di tessuto durante interventi di chirurgia laparoscopica o endoscopica. Dal francese morcellement = partizione,  con il termine “morcellare” si intende frammentare (triturare) un tessuto al fine di permettere la sua estrazione, normalmente per aspirazione, da una cavità. Il morcellatore è stato utilizzato originariamente in chirurgia generale e ginecologica per la rimozione di organi intra-addominali. 
Il suo utilizzo più comune è oggi negli interventi di isterectomia laparoscopica, isterectomia subtotale con morcellazione transvaginale, miomectomia, prostatectomia endoscopica e resezione endoscopica della prostata.

## Preoccupazioni per la sicurezza dei morcellatori nella chirurgia ginecologica
L'utilizzo dei morcellatori ha sollevato alcune preoccupazioni per i possibili danni a lungo termine che si possono riscontrare negli organi circostanti all'area trattata chirurgicamente. Le complicanze più comuni si possono riscontrare in adesioni e crescite parassite dei tessuti non rimossi ma nella chirurgia ginecologica è emerso un rischio di diffusione delle cellule tumorali..
Nel 2014 la FDA ha lanciato l'allarme per questi rischi quando si rimuovono con il morcellatore tessuti tumorali ed alcuni produttori americani,  ne hanno sospeso la vendita. Jonhson & Jonhson ha proceduto anche al ritiro volontario dal mercato
.
La valutazione del rischio di diffondere leiomiosarcoma  non diagnosticati utilizzando morcelatori di potenza nel trattare il leiomioma dell'utero è oggetto di controversia scientifica.